# Fleet Foxes
Fleet Foxes is een zeskoppige muziekband uit het Amerikaanse Seattle. De band beschrijft hun muziek als harmonische pop-barokmuziek. 

## Geschiedenis
De band werd opgericht in 2005 als Pineapple, maar een lokale band was reeds actief onder deze naam, waardoor de naam veranderd werd naar The Fleet Foxes (later gewoon Fleet Foxes). Onder die naam namen ze in 2006 een eerste zelf-getitelde ep op. Via myspace spreidden ze enkele van hun nummers tentoon en Fleet Foxes moesten tot dan bekendheid zien te verwerven via mond-tot-mond reclame.
Grotere bekendheid volgde pas twee jaar later, in 2008, toen de band hun tweede ep Sun Giant en hun eerste volledige album Fleet Foxes uitbrachten. Zowel de ep als het album werd positief ontvangen door critici en de algemene pers waardoor bekendheid bij een groter publiek lonkte. Muziekliefhebbers begonnen de muziek van Fleet Foxes op te pikken en zowel Sun Giant als Fleet Foxes verscheen in vele eindejaarslijsten als beste albums van 2008.
In juni 2017 verscheen het derde album Crack-Up.

## Discografie

### Albums
| Album met eventuele hitnotering(en) in de Nederlandse Album Top 100 | Datum van verschijnen | Datum van binnenkomst | Hoogste positie | Aantal weken | Opmerkingen |
| ------------------------------------------------------------------- | --------------------- | --------------------- | --------------- | ------------ | ----------- |
| Fleet Foxes                                                         | 2006                  | -                     |                 |              | ep          |
| Sun giant                                                           | 2008                  | -                     |                 |              | ep          |
| Fleet Foxes                                                         | 02-06-2008            | 28-06-2008            | 39              | 37           |             |
| Helplessness blues                                                  | 29-04-2011            | 07-05-2011            | 5               | 20           |             |
| Crack-Up                                                            | 16-06-2017            |                       |                 |              |             |

| Album met hitnotering(en) in de Vlaamse Ultratop 200 albums | Datum van verschijnen | Datum van binnenkomst | Hoogste positie | Aantal weken | Opmerkingen |
| ----------------------------------------------------------- | --------------------- | --------------------- | --------------- | ------------ | ----------- |
| Fleet Foxes                                                 | 2008                  | 05-07-2008            | 12              | 60           |             |
| Helplessness blues                                          | 2011                  | 07-05-2011            | 2               | 23           |             |

### Singles
| Single met hitnotering(en) in de Vlaamse Ultratop 50 | Datum van verschijnen | Datum van binnenkomst | Hoogste positie | Aantal weken | Opmerkingen |
| ---------------------------------------------------- | --------------------- | --------------------- | --------------- | ------------ | ----------- |
| White Winter Hymnal                                  | 2008                  | 26-07-2008            | tip12           | -            |             |
| He doesn't know why                                  | 2008                  | 03-01-2009            | tip24           | -            |             |
| Mykonos                                              | 2009                  | 28-02-2009            | 18              | 8            |             |
| Helplessness blues                                   | 28-03-2011            | 16-04-2011            | tip13           | -            |             |
| Lorelai                                              | 23-05-2011            | 02-07-2011            | tip18           | -            |             |
| Battery kinzie                                       | 18-04-2011            | 05-11-2011            | tip25           | -            |             |
| Can I Believe You                                    | 2020                  | 03-11-2020            | tip5            | -            |             |